# قراز حاد المنقار
 قراز حاد المنقار (الاسم العلمي:Mitu tuberosum) هو نوع من الطيور يتبع جنس القراز ميتو من فصيلة القرازية.

## وصف
يبلغ تقريبا 83 سم من الطول. ريشه أسود لامع مائل إلى الزرقة مع بطن وآخر الذيل أبيضين. منقاره قصير، معقوف، محدب، أحمر أو برتقالي. رجلاه برتقاليان.

## إنتشاره
نجده في بوليفيا، البرازيل، كولومبيا، إكوادور والبيرو.

## موطنه
مسكنه الطبيعي هي الغابات كثيرة الرطوبة الاستوائية وشبه الاستوائية.